# 紫泥镇
紫泥镇，是中华人民共和国福建省漳州市龙海区下辖的一个乡镇级行政单位。

## 行政区划
紫泥镇下辖以下地区：
紫泥村、溪墘村、下楼村、锦田村、世甲村、南书村、西良村、安山村、城内村、溪州村、溪霞村、新洋村、仁和村、巽玉村、金定村和甘文农场。